# 10サタン硬貨
タイ10サタン硬貨は、タイ王国国内で流通する通貨。1バーツの10分の1の価値を持つ。このコインの流通は珍しく、銀行取引に使用する。

## 鋳造記録
- 1987年 - 5,000
- 1988年 - 895,000
- 1989年 - 80,000
- 1990年 - 100,050
- 1991年 - 25,000
- 1992年 - 61,000
- 1993年 - 100,000
- 1994年 - 500,000
- 1995年 - 500,000
- 1996年 - 0
- 1997年 - 10,000
- 1998年 - 10,000
- 1999年 - 20,000
- 2000年 - 10,000
- 2001年 - 50,000
- 2002年 - 0
- 2003年 - 10,000
- 2004年 - 10,000
- 2005年 - 20,000
- 2006年 - 3,000
- 2007年 - 10,000[1]
- 2008年 - 10,000
- 2009年 - 10,000[2]

## 参考
1. ↑  Treasury Department e-catalog（左記オリジナルURLの2011.10.6時点のアーカイブ）
2. ↑  Treasury Department e-catalog（左記オリジナルURLの2011.8.15時点のアーカイブ）